# Deathstars
A Deathstars egy svéd indusztriális metal/gothic metal együttes. 2000-ben alakultak meg Strömstadban, a Swordmaster nevű death/black metal együttes feloszlása után. A zenekar idáig négy nagylemezt dobott piacra. Albumaikat a Nuclear Blast Records illetve a Bieler Bros. kiadók dobják piacra. Egy darabig el volt terjedve róluk a mítosz, hogy a nevük utalás a Halálcsillagra (Death Star), de ezt Nightmare Industries gitáros-billentyűs egy interjúban tagadta. Helyette a "death metal" és a "stars" kifejezések összevonása a név (annak ellenére, hogy a zenekarnak semmi köze a death metal műfajhoz).

## Története
A zenekar tagjai már gyerekkoruktól fogva ismerik egymást, és elhatározták, hogy saját együttest alapítanak. Az eredeti tagok: Ole Öhman (ex-Dissection) dobos, Emil Nödtveidt gitáros, Andreas Bergh énekes és Erik Halvorsen gitáros. Különféle művészneveket vettek fel: Ole "Bone W. Machine" lett, Emil a "Nightmare Industries" nevet vette fel, Andreas "Whiplasher Bernadotte" néven ismert, Erik pedig "Beast X Electric" néven játszik. Először két demót dobtak piacra, de ezek már csak az interneten találhatók meg. Legelső nagylemezük 2003-ban jelent meg, holott hazájukban, Svédországban már egy évvel előbb, 2002-ben piacra dobták. Jonas Kangur basszusgitáros, aki korábban csak a koncerteken játszott a zenekarral, 2003-ban teljes jogú tag lett, és a "Skinny Disco" művésznevet kapta. Második stúdióalbumuk eredetileg 2004-ben jelent volna meg, viszont a németországi Lipcséből történő koncertjükről visszaérve ellopták az együttes felszerelését, amely 15.000 dollárt ért. Erik Halvorsen kilépett a zenekarból. Az album végül 2006-ban került a boltok polcaira. Új taggal gyarapodott a zenekar, Eric Backman gitáros személyében, aki a "Cat Casino" becenevet kapta. 2007-ben stúdióba vonultak, hogy új albumot rögzítsenek, amely 2009-ben jelent meg. A lemez eredetileg a "Deathglam" illetve "Master of Muppets" címeket kapta volna, de végül "Night Electric Night"-ra változtatták. 2011-ben új dobos került a csapatba, Oscar Leander, aki a "Vice" nevet vette fel. Eddigi utolsó stúdióalbumuk 2014-ben került piacra. Cat Casino 2013-ban szintén elhagyta a Deathstars sorait, 2017-ben pedig az új dobosuk, Vice is kiszállt az együttesből. 

## Hatásuk
Zenei hatásukként a Kiss-t jelölték meg, jelenleg olyan előadókhoz hasonlítják őket, mint a Rammstein, The Kovenant vagy Marilyn Manson.

## Tagok
Jelenlegi tagok
- Whiplasher Bernadotte (Andreas Bergh) - ének (2000-)
- Nightmare Industries (Emil Nödtveidt) - gitár, billentyűsök (2000-), basszusgitár (2000-2003)
- Skinny Disco (Jonas Kangur) - basszusgitár, vokál (2003-)
- Cat Casino (Eric Bäckman) - gitár (2006-2013, 2019-)
- Nitro (Marcus Johansson) - dob (2019-)

Korábbi tagok
- Beast X Electric (Erik Halvorsen) - gitár (2000-2005)
- Bone W. Machine (Ole Öhman) - dobok (2000-2011)
- Vice (Oscar Leander) - dobok (2011-2017)

## Diszkográfia
Stúdióalbumok
- Synthetic Generation (2003)
- Termination Bliss (2006)
- Night Electric Night (2009)
- The Perfect Cult (2014)
- Everything Destroys You (2023)

## Egyéb kiadványok
- Decade of Debauchery (válogatáslemez, 2010)

- The Greatest Hits on Earth (válogatáslemez, 2011)